# 5つの管弦楽曲 (シェーンベルク)
『5つの管弦楽曲』作品16（いつつのかんげんがくきょく、独: Fünf Orchesterstücke Op. 16）は、アルノルト・シェーンベルクが1909年に作曲した管弦楽曲である。1922年に改訂された。また、1949年には小管弦楽版も作られた。『管弦楽のための5つの小品』とも呼ばれる。

## 概要
この作品は、ベルクの『管弦楽のための3つの小品』や、ヴェーベルンの『管弦楽のための6つの小品』、ホルストの組曲『惑星』などに影響を与えた。
歴史的に重要なのは第3曲（「色彩」）で、音響作曲法の最初の例の一つであり、作曲科のアナリーゼの課題によく使われる。現代音楽の管弦楽書法の先駆的な例である。
初演はロンドンにおいて1912年9月3日に、ヘンリー・ウッドとクイーンズホール管弦楽団により行われた。日本初演は1971年12月6日にNHKホールにて、オトマール・スウィトナー指揮、NHK交響楽団。
演奏時間は約18分。

## 楽器編成
以下の編成はオリジナルの大管弦楽版のものである。4管編成であるが曲ごとに多少編成が異なる。
|                            | 第1曲 | 第2曲 | 第3曲 | 第4曲 | 第5曲 |
| -------------------------- | ----- | ----- | ----- | ----- | ----- |
| ピッコロ                   | 2     | 2     | 2     | 1     | 1     |
| フルート                   | 2     | 2     | 2     | 3     | 3     |
| オーボエ                   | 3     | 2     | 3     | 3     | 3     |
| コーラングレ               | 1     | 1     | 1     | 1     | 1     |
| 小クラリネット             | 1     | ―     | 1     | 1     | 1     |
| クラリネット               | 2     | 2     | 2     | 3     | 3     |
| バス・クラリネット         | 1     | 1     | 1     | 1     | 1     |
| コントラバス・クラリネット | 1     | ―     | ―     | ―     | ―     |
| ファゴット                 | 3     | 2     | 3     | 3     | 3     |
| コントラファゴット         | 1     | 1     | 1     | 1     | 1     |
| ホルン                     | 4     | 4     | 4     | 6     | 4     |
| トランペット               | 3     | 2     | 3     | 3     | 3     |
| トロンボーン               | 4     | 4     | 4     | 4     | 4     |
| バス・テューバ             | 1     | 1     | 1     | 1     | 1     |
| ティンパニ                 | 1     | ―     | ―     | ―     | ―     |
| 大太鼓                     | 1     | ―     | ―     | 1     | ―     |
| トライアングル             | ―     | 1     | ―     | ―     | ―     |
| シンバル                   | ―     | 1     | ―     | 1     | ―     |
| タムタム                   | 1     | ―     | ―     | 1     | ―     |
| シロフォン                 | 1     | 1     | ―     | 1     | ―     |
| ハープ                     | 1     | 1     | 1     | 1     | 1     |
| チェレスタ                 | 1     | 1     | 1     | 1     | 1     |
| 弦五部（16型が望ましい）   | ○     | ○     | ○     | ○     | ○     |

## 曲の構成
1. 「予感」、非常に速く。"Vorgefühle", Sehr rasch.
振って涌いたような無調のチェロのメロディーに木管楽器が絡む。その後テンポが遅くなるがまた最初のテンポに戻ってチェロがオスティナートの準備をする。程無く管弦楽は高まり全合奏に発展し静まる。
2. 「過去」、穏やかに。"Vergangenes", Mässig.
間奏曲的な次の楽章への繋ぎの役目を果たす。
3. 「色彩」、穏やかに。"Farben", Mässig.
音色の変化をもっとも重視した楽章で、虫の息のようにオスティナート風に変化する。ちょっと発展しては花火のようにはじける音響的操作を主体としている。後年モートン・フェルドマンの楽曲の繰り返しに大きな影響を与える。
4. 「急転」、非常に速く。"Peripetie", Sehr rasch.
アレグロ無調様式の手本となる強烈な序奏で音楽が始まり、いろいろな構造上の試みが行われる。
5. 「オブリガート・レチタティーヴォ」（助奏付きレチタティーヴォ）、激しく動いて。"Das obligate Rezitativ", Bewegen.
後奏的な性格を持つ。音楽的にそれほど重みがないという点では第2曲に似ている。しかし無調様式の多種多様の組み合わせの試みはここにも続けられている。